# 福島県道355号須賀川二本松線

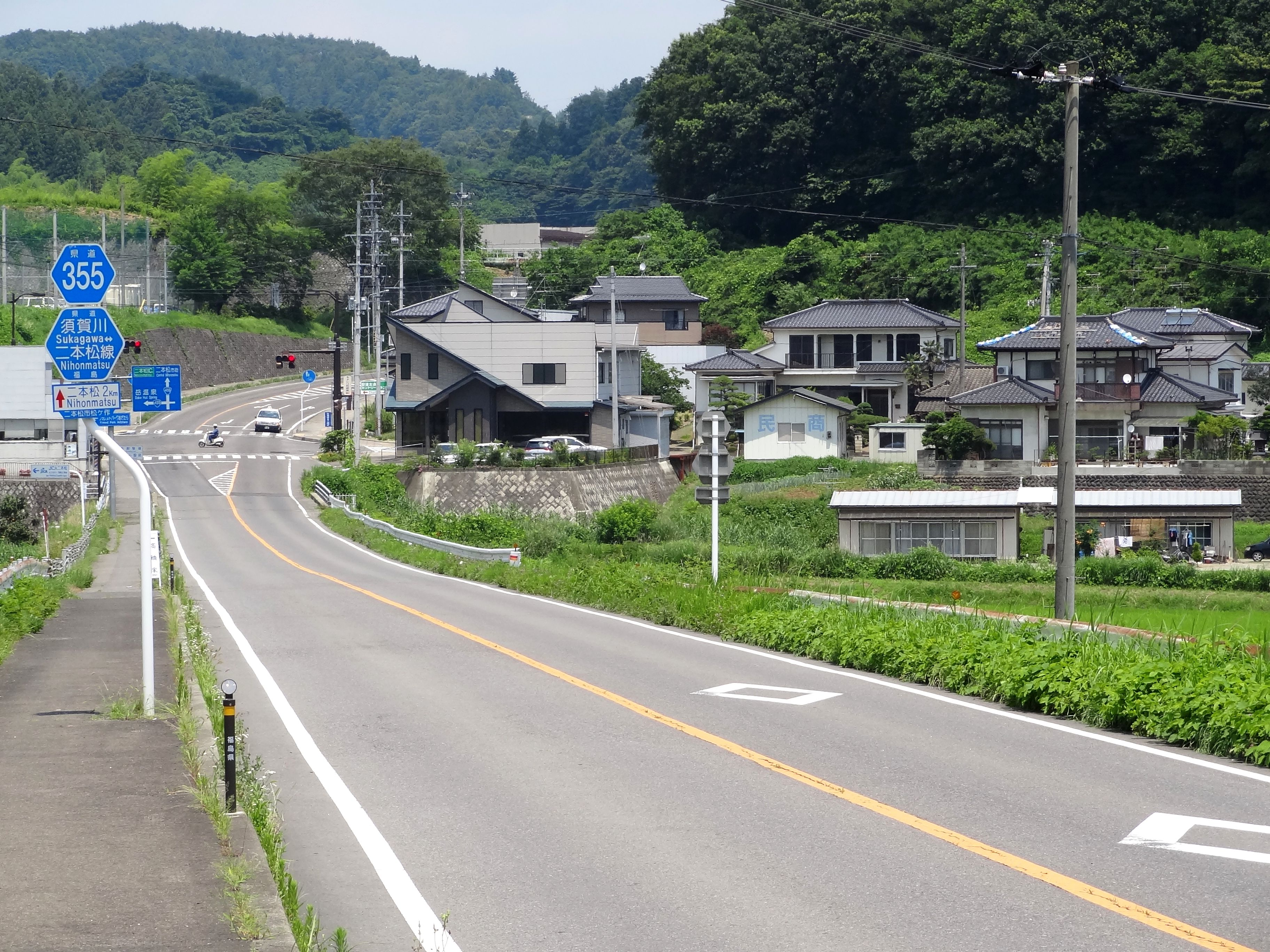
二本松市高越松ケ作付近

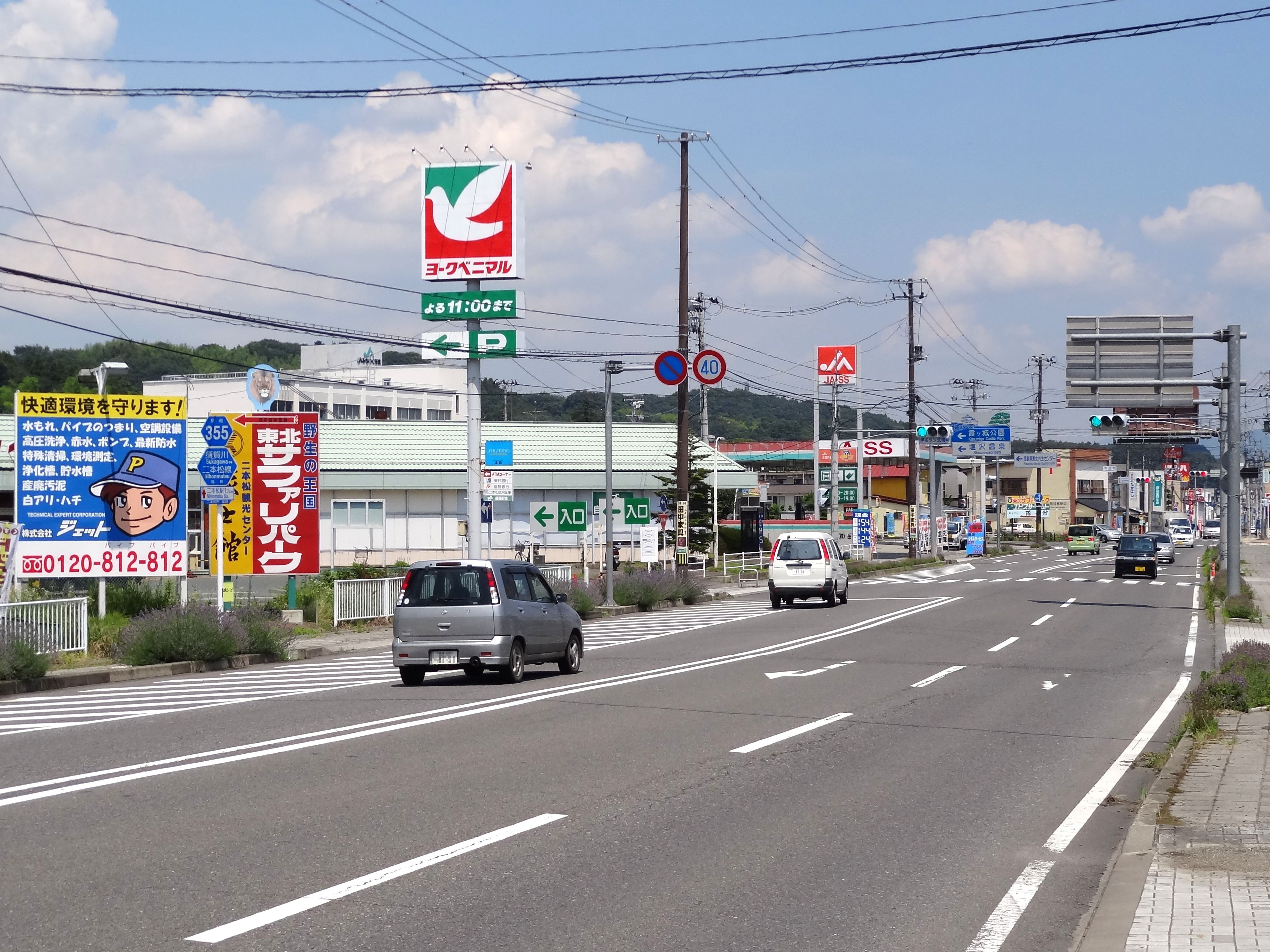
二本松市成田町1丁目付近

福島県道355号須賀川二本松線（ふくしまけんどう355ごう すかがわにほんまつせん）は、福島県須賀川市から二本松市に至る一般県道である。

## 路線概要
- 起点：須賀川市高久田字境
- 終点：二本松市榎戸2丁目
- 総延長：41.330km[1]
  - 実延長：36.850km
- 路線認定年月日：1964年10月23日[2]

全線を通して旧陸羽街道・旧国道4号である区間が多い。郡山市街地（郡山駅前周辺）では一方通行に規制されている区間がある。

### 重用区間
- 福島県道54号須賀川三春線（須賀川市本町～同市上北町）
- 福島県道115号三春日和田線（郡山市日和田町字日和田～同市日和田町字蛇ヶ森）
- 福島県道8号本宮熱海線（本宮市仁井田字吹上～同市本宮字中條）
- 福島県道73号二本松金屋線（本宮市本宮字兼谷～同市本宮字中條）
- 福島県道28号本宮三春線（本宮市本宮字中條～同市本宮字仲町）
- 国道459号（二本松市三保内 岳街道入口交差点～同市成田町1丁目 二本松インター入口交差点）
- 福島県道129号二本松安達線（二本松市松岡 松岡交差点～同市亀谷1丁目 亀谷ロータリー入口交差点）

### 道路施設

#### 須賀川市
須賀川橋
（釈迦堂川）
上人坦橋
- 全長：163m
  - 主径間
- 幅員：9.75m×2
- 形式：2径間PC連結ポステンT桁橋×2＋単純PCバイプレI桁橋（計5径間）
- 竣工：1997年[3]

東詰は中宿、西詰は上人坦に位置し、JR東北本線と当路線の旧道、須賀川市道須賀川駅江持線を渡る。第二奥州街道踏切の立体交差化による除却と、1984年より整備が進められてきた都市計画道路須賀川東部環状線の工事の一環として建設され、1997年に竣工した。上部工総工費は6億7400万円。

#### 郡山市
安積橋
花かつみ橋
- 全長：39.0m
- 幅員：6.0(14.0)m
- 形式：単純PCポステンT桁橋
- 竣工：1995年

日和田町字向山にてJR東北本線を渡る。日和田駅南側の踏切閉鎖時間が長く、渋滞により地域交通に支障をきたしていたため1980年度より立体交差化事業が行われた。郡山市の花で市民になじみのある花かつみから橋名が取られている。総工費は2億4300万円。
新日和田橋
- 全長：40.2m
- 幅員：11.2m
- 竣工：1993年[5]

日和田町字寺池から日和田町字水神前に至り、一級水系阿武隈川水系藤田川を渡る。上流側に隣接してJR東北本線藤田川橋梁が架かる。
五百川橋

#### 二本松市
杉田橋
- 全長：37.6m
- 幅員：6.3m
- 竣工：1956年[5]

杉田橋歩道橋
- 全長：37.6m
- 幅員：2.4m
- 竣工：1980年

姫小松から中江に至り、一級水系阿武隈川水系杉田川を渡る。橋上は上下対向2車線で供用され歩道はなく、後に上り線側に歩道橋が設置された。

## 通過する自治体
- 福島県
  - 須賀川市 - 郡山市 - 本宮市 - 安達郡大玉村 - 二本松市

## 接続・交差する道路
- 須賀川市内
  - 国道118号（高久田字境 起点）
  - 福島県道63号古殿須賀川線（旧国道118号）（本町）
  - 福島県道54号須賀川三春線 三春方面（上北町）
  - 福島県道187号須賀川停車場線（栄町）
- 郡山市内
  - 福島県道110号田村安積線（安積町笹川字狐塚）
  - 福島県道109号安積長沼線（安積町笹川字篠川）
  - 国道49号（安積町日出山1丁目 日出山交差点）
  - 福島県道65号小野郡山線（中町）
  - 福島県道17号郡山停車場線駅前大通り（大町1丁目）
  - 福島県道57号郡山大越線（大町2丁目）
  - 国道288号（富久山町久保田字久保田）
  - 福島県道115号三春日和田線 三春方面（日和田町字日和田）
  - 福島県道188号日和田停車場線（日和田町字日和田）
  - 福島県道357号岩根日和田線（日和田町字蛇ヶ森）
- 本宮市内
  - 福島県道8号本宮熱海線 磐梯熱海方面（仁井田字吹上）
  - 福島県道73号二本松金屋線 郡山方面（本宮字兼谷）
  - 福島県道189号本宮停車場線（本宮字中條）
  - 福島県道28号本宮三春線 三春方面（福島県道73号二本松金屋線 二本松方面重用区間）（本宮字中條）
  - 福島県道118号本宮岩代線（本宮字荒町）
  - 福島県道28号本宮三春線 国道4号方面（本宮字仲町）
- 二本松市内
  - 国道4号二本松バイパス（杉田町3丁目）
  - 国道459号 喜多方方面（三保内 岳街道入口交差点）
  - 東北自動車道二本松IC・国道459号 浪江方面（成田町1丁目 二本松インター入口交差点）
  - 福島県道129号二本松安達線 国道4号方面（松岡 松岡交差点）
  - 福島県道190号二本松停車場線（本町2丁目）
  - 福島県道129号二本松安達線 安達方面（亀谷1丁目 亀谷ロータリー交差点）
  - 国道4号二本松バイパス（榎戸2丁目 終点）

## 沿線
- 須賀川南町郵便局
- メガステージ須賀川
- 須賀川市中央体育館
- 公立岩瀬病院
- 福島県立清陵情報高等学校
- JR東日本 東北本線/水郡線・安積永盛駅
- うすい百貨店
- なかまち夢通り
- 久保田郵便局
- 郡山市立行健小学校
- 富久山郵便局
- 宝沢沼
- 安積山公園
- 福島県農業総合センター
- 郡山市立高倉小学校
- パナソニックエロクトロニックデバイス本宮工場
- JR東日本杉田駅
- 二本松警察署